# Mike Witt
Mike Witt (né le 20 juillet 1960 à Fullerton, Californie, États-Unis) est un lanceur droitier de baseball ayant joué dans les Ligues majeures de 1981 à 1993.
Il passe presque toute sa carrière avec les Angels de la Californie, qu'il représente deux fois au match des étoiles. Mike Witt réussit le 11e match parfait de l'histoire des majeures le 30 septembre 1984. Il complète aussi le match sans coup sûr combiné de Mark Langston des Angels en 1990.

## Carrière
Mike Witt est un choix de quatrième ronde des Angels de la Californie en 1978. Il fait ses débuts dans le baseball majeur le 11 avril 1981 et dispute 22 parties pour eux, dont 21 comme lanceur partant, au cours d'une saison abrégée par une grève des joueurs. Witt présente une moyenne de points mérités de 3,28 avec 8 victoires et 9 défaites et réussit 7 matchs complets, l'un d'entre eux étant un jeu blanc. Avec 11 frappeurs atteints en 129 manches au monticule, il mène les majeures à ce chapitre. Il termine 5e du vote de fin d'année désignant Dave Righetti des Yankees de New York comme meilleure recrue de la saison dans la Ligue américaine.
En 1982, il débute 26 parties des Angels et maintient une moyenne de points mérités de 3,51 en 33 parties jouées. Il fait partie de l'équipe qui remporte le championnat de la division Ouest de la Ligue américaine. Le 8 octobre, il fait sa première présence en séries éliminatoires, lançant trois manches en relève dans une cause perdante contre les Brewers de Milwaukee.
Le 23 juillet 1984, Witt réussit 16 retraits sur des prises dans un match complet de 9 manches gagné 7-1 par les Angels sur les Mariners de Seattle. Il garde toutefois en réserve son plus grand exploit pour le dernier match de la saison 1984 des Angels, le 30 septembre au Texas contre les Rangers : dans une victoire de 1-0 où le seul point est produit par Reggie Jackson, Witt lance le 11e match parfait en 109 saisons de baseball majeur. Au terme d'un duel de lanceurs avec Charlie Hough, Witt a retiré dans l'ordre les 27 frappeurs des Rangers, comptant au passage 10 retraits sur des prises. Il élimine les frappeurs suppléants Bobby Jones et Marv Foley en 9e reprise pour compléter son exploit. Âgé de 24 ans, il est le lanceur le plus jeune à avoir réussi cet exploit depuis que Monte Ward, 20 ans, lança la seconde partie parfaite en 1880. En date de 2012, aucun lanceur aussi jeune n'a lancé de match parfait et c'est le seul à avoir été réussi au dernier jour d'une saison régulière. Mike Witt termine l'année 1984 avec 15 gains contre 11 défaites, 9 matchs complets dont 2 blanchissages, une moyenne de points mérités de 3,47 et 196 retraits sur des prises, une dernière statistiques bonne pour la 3e place en Ligue américaine derrière Mark Langston des Mariners de Seattle et Dave Stieb des Blue Jays de Toronto. Avec 7,1 retraits sur des prises par 9 manches lancées, il est second de l'Américaine derrière Langston (8,1).
Witt lance pour les Angels jusqu'en 1990. Il enregistre des saisons gagnantes au cours de quatre années consécutives, de 1984 à 1987. Après deux campagnes de 15 victoires (1984 et 1985), il gagne un sommet en carrière de 18 parties en 1986, contre 10 défaites. Sa moyenne de points mérités (2,84) est de loin sa meilleure en carrière cette saison-là et c'est la troisième moins élevée de la Ligue américaine après Roger Clemens de Boston et Teddy Higuera de Milwaukee. Il termine aussi 5e de la ligue pour les matchs complets avec 14, trois de moins que le meneur Tom Candiotti de Cleveland. Il enregistre en 1986 son record personnel de 208 retraits au bâton, termine 3e au vote remporté par Clemens désignant le gagnant du trophée Cy Young du meilleur lanceur, et reçoit quelques votes au scrutin du joueur par excellence de la saison, aussi remporté par Clemens. Les Angels remportent de nouveau le titre de la division Ouest en 1986 et ne passent qu'à une victoire d'accéder à leur première Série mondiale. Il est choisi par l'équipe pour amorcer les éliminatoires et est opposé aux Red Sox et à Roger Clemens dans le premier match de la Série de championnat de la Ligue américaine : Witt lance un match complet, n'accordant qu'un point, dans un triomphe de 8-1 des Angels au Fenway Park. Il est le partant du club californien contre Bruce Hurst dans la 5e partie mais n'est pas impliqué dans la décision au cours de cette partie gagnée par les Red Sox en manches supplémentaires.
Witt est invité deux fois au match des étoiles, en 1986 et 1987.
Le 11 avril 1990, Witt réussit un match sans point ni coup sûr combiné dans une victoire de 1-0 des Angels sur les Mariners de Seattle. Witt est appelé comme lanceur de relève pour les deux dernières manches, remplaçant Mark Langston, l'ancien des Mariners devenu son coéquipier chez les Angels. En date de 2012, Witt est le seul lanceur de l'histoire à avoir été d'un match sans point ni coup sûr comme lanceur partant et comme lanceur de relève. Un mois plus tard, le 11 mai 1990, Mike Witt est échangé aux Yankees de New York contre le joueur étoile Dave Winfield.
Ralenti par des blessures, Witt joue moins avec les Yankees. Il rate de plus toute la saison 1992. Il dispute son dernier match dans le baseball majeur le 17 juin 1993.
Mike Witt a joué 341 parties dans le baseball majeur, dont 299 comme lanceur partant. De ce total, 314 matchs ont été disputés avec les Angels. Il compte 117 victoires et 116 défaites, 72 matchs complets, 11 blanchissages, 1373 retraits sur des prises et sa moyenne de points mérités se chiffre à 3,83 en 2108 manches et un tiers lancées.